# Emanuele Zonzini
Emanuele Zonzini (17 februari 1994) is een autocoureur uit San Marino.

## Carrière
In 2011 maakte Zonzini zijn debuut in het formuleracing in de Formule Abarth, wat gescheiden werd tussen een Italiaans en een Europees kampioenschap. Hij reed voor het team Composit Motorsport. In de laatste ronde van het kampioenschap stapte hij over naar het team Euronova Racing by Fortec. Uiteindelijk eindigde hij als twaalfde met 34 punten in het Italiaanse kampioenschap met als beste resultaat een vierde plaats op Imola. In het Europese kampioenschap eindigde hij als dertiende met 23 punten met als beste resultaat een derde plaats in Barcelona.
In 2012 bleef Zonzini in de Formule Abarth rijden voor Euronova. Terwijl zijn teamgenoot Nicolas Costa in zowel het Europese als het Italiaanse kampioenschap kampioen werd, eindigde Zonzini in het Europese kampioenschap als vijfde met 200 punten en in het Italiaanse kampioenschap als derde met 160 punten. In de derde race op Imola behaalde hij zijn eerste overwinning in het kampioenschap.
In januari 2013 werd bekend dat Zonzini in 2013 in de GP3 Series gaat rijden voor het team Trident Racing.